# Forsyningsbalancen
Forsyningsbalancen, omtrent identisk med Nationalregnskabsligningen, udtrykker de centrale økonomiske begreber, der indgår i nationalregnskabet og i opgørelsen af betalingsbalancens poster. En regnskabsidentitet er en ligning, som altid vil være et sandt udsagn, uanset hvilke værdier der indgår i ligningens variable.

## Centrale begreber
De anvendte forkortelser er hovedsagelig baseret på de engelske begreber:
- Y (en:Income): Indkomst (BNP).
- C (en:Consumption): Forbrug.
- I (en:Investments):Investeringer.
- G (En:Governmental expenditures): Offentligt forbrug.
- M: Værdien af importen
- X: Værdien af eksporten
- Tx: (en: taxes): Skatter og afgifter. TxI er de indirekte skatter og afgifter.

## Anvendelse
Udgangspunktet Y kan anvendes som udtryk for enhver indkomst; i nationalregnskabet er den identisk med produktionens basisværditilvækst, et begreb, som imidlertid sjældent er opgivet i litteraturen. 
Fra basisværdien kan man imidlertid regne sig frem til Bruttonationalproduktet (BNP) og Bruttofaktorindkomsten (BFI)

## Beregninger
BNP er basisværditilvæksten + indirekte skatter og afgifter (TxI) , mens BFI er basisværditilvæksten + subsidier (sb). Heraf følger, at BNP + sb – TxI = BFI, og at BFI + TxI – sb = BNP. Hvis indirekte skatte og afgifter udgør præcis samme beløb som subsidier, er BFI således lig med BNP.
En central ligning er: 
- Y + M = C + I + G + X.

Forekommer også som:
- BNP + M = Cp + Coff + I + X
- Y = C + G + I + (X - M)

Y+M betegnes som "tilgang af varer og tjenester", mens C+I+G+X betegnes som "anvendelse af varer og tjenester". Hvis værdien af importen er større end værdien af eksporten vil det medføre et underskud på handelsbalancen, som også er udtrykket som (X - M). 
Y kan også være angivet som nettotal, hvor NNP og NFI er udtryk for BNP og BFI fratrukket "forbruget af fast realkapital", normalt betegnet afskrivninger.
BNP og BFI bliver fordelt til borgerne som indkomster; i denne sammenhæng betegnes basisværditilvæksten som "indkomstdannelsen". Indkomsten fordeles som løn og profit (kapital- og renteindkomst). Da forskellen mellem BNP og BFI er subsidier (som tilfalder kapitalen) og indirekte skatter og afgifter (som ikke kan realiseres som indkomst), er BFI det bedste udtryk for produktionens værdi.
For indkomstdannelsens vedkommende er nettobegrebet NNI det mest retvisende udtryk, idet "forbruget af fast realkapital" ikke kan realiseres som indkomst. NNI beregnes som NNP – indkomster, der tilgår udlandet + indkomster, der kommer fra udlandet. Det er med andre ord den produktionsværdi, som er til rådighed for borgere, der bor i det pågældende land. Principielt bør "forbruget af fast realkapital" – som nævnt- ikke indgå i fordelingen af indkomsterne. 
Regnskabstallene gennemløber en række korrektioner, bl.a. for sæsonudsving, fra de foreløbige tal offentliggøres indtil de endelige tal er kendt af myndighederne. 